# Игнатовка (Архангельская область)
Игнатовка — деревня в Вельском районе Архангельской области России. Входит в состав Пуйского сельского поселения.

## География
Деревня находится в южной части Архангельской области, в таёжной зоне, в пределах северной части Русской равнины, на левом берегу реки Ваги, при автодороге М8, на расстоянии примерно 46 километров (по прямой) к северо-востоку от города Вельска, административного центра района. Абсолютная высота — 64 метра над уровнем моря.
Климат
Климат характеризуется как умеренно континентальный, с прохладным и дождливым летом. Средняя температура воздуха самого холодного месяца (января) составляет −12,7 °C; самого тёплого месяца (июля) — 18 °C. Среднегодовое количество атмосферных осадков составляет 763,7 мм.
Часовой пояс
Игнатовка, как и вся Архангельская область, находится в часовой зоне МСК (московское время). Смещение применяемого времени относительно UTC составляет +3:00.

## История
В «Списке населенных мест Российской империи», изданном в 1861 году, населённый пункт упомянут как деревня Игнатьевская (Игнатовская, Песьяково) Шенкурского уезда (1-го стана), расположенная в 84,5 верстах от уездного города Шенкурска. В деревне насчитывалось 6 дворов и проживало 50 человек (22 мужчины и 28 женщин).
По состоянию на 1920 год, в Игнатьевской имелось 17 дворов и проживало 75 человек (25 мужчин и 50 женщин). В административном отношении деревня являлась центром Воскресенского общества Воскресенской волости Шенкурского уезда.

## Население
| 2002 | 2010 | 2012 | 2014 |
| ---- | ---- | ---- | ---- |
| 168  | ↘133 | ↗172 | ↘158 |

Национальный состав
Согласно результатам переписи 2002 года, в национальной структуре населения русские составляли 99 %.

## Инфраструктура
Действуют детский сад, фельдшерско-акушерский пункт, сельский клуб, библиотека и отделение связи.